# سینت توماس (مینه‌سوتا)
سینت توماس (به انگلیسی: St. Thomas) یک منطقهٔ مسکونی در ایالات متحده آمریکا است که در شهرستان لو سوئور، مینه‌سوتا واقع شده‌است. سینت توماس ۳۰۶٫۰۲ متر بالاتر از سطح دریا واقع شده‌است.